# جاكوب كوهن (لاعب كرة قدم)
جاكوب كوهن (بالعبرية: יעקב כהן‏) (25 سبتمبر 1956 ببئر السبع في إسرائيل - ) هو لاعب كرة قدم إسرائيلي في مركز الظهير. شارك مع منتخب إسرائيل لكرة القدم. أما مع النوادي، فقد لعب مع برايتون أند هوف ألبيون ونادي مكابي تل أبيب ونادي هبوعيل بئر السبع ونادي هبوعيل تل أبيب وBeitar Tel Aviv F.C. ‏ ومكابي بتاح تكفا.

## وصلات خارجية
- جاكوب كوهن على موقع قاعدة بيانات كرة القدم.إي يو (الإنجليزية)
- جاكوب كوهن على موقع ناشيونال فوتبول تيمز (الإنجليزية)